# Tellsplatte
La Tellsplatte, signifiant littéralement en allemand dalle de Tell, est un lieu-dit de Suisse, situé sur les berges du lac des Quatre Cantons, à trois kilomètres au sud du village de Sisikon, dans le canton d'Uri. Il s'agit du lieu où, selon le mythe, Guillaume Tell aurait sauté du bateau du bailli Gessler. 
Une chapelle, lieu de pèlerinage dès le XVIe siècle, a été érigée sur ce lieu dès 1338 et consacrée à Saint Sébastien. Elle a été remplacée par l’actuelle chapelle de Tell, construite entre 1879 et 1880. Pendant la construction de cet édifice, la dalle originale a été détruite et remplacée par une construction humaine.

## Sources
1. ↑  « Chapelle de Tell », sur La voie Suisse (consulté le 11 novembre 2009)
2. ↑  « La légende de Guillaume Tell », sur histoire-suisse.geschichte-schweiz.ch (consulté le 11 novembre 2009)
3. ↑  André Corboz, « Pour une «ultrahistoire» de Tell », Revue d'histoire suisse, vol. 44, no 3,‎ 1994, p. 273 (lire en ligne)
4. ↑  « 1388: Un lieu de culte dédié au héros », sur swissinfo.ch (consulté le 11 novembre 2009)
5. ↑  (de) Helmi Gasser, Die Kunstdenkmäler des Kantons Uri, vol. II, Die Seegemeinden, Bäle, 1986, p. 26